# Detlef Soost

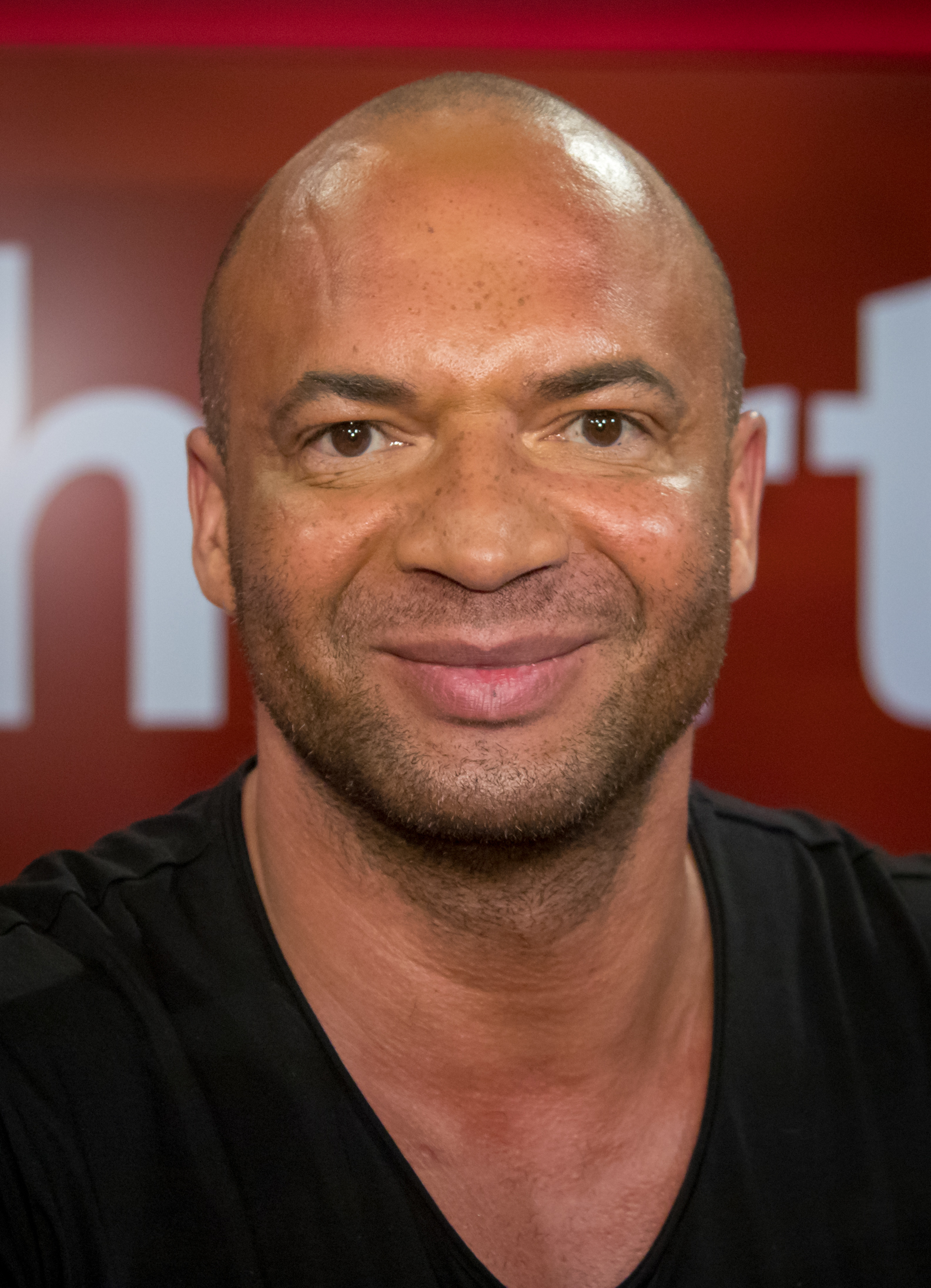
Detlef Soost (2018)

Detlef Soost, auch D! [diː] oder Detlef D! Soost (* 2. Juli 1970 in Ost-Berlin), ist ein deutscher Tänzer, Choreograf und Fitnesstrainer. Er wurde zwischen 2000 und 2012 als Jurymitglied und Coach in der Castingshow Popstars bekannt.

## Anfänge und Privatleben
Soost stammt aus Ost-Berlin und wuchs ab dem Alter von neun Jahren in einem Kinderheim auf. Sein leiblicher Vater stammte aus Ghana, er hatte mit Soosts Mutter, die verheiratet war, eine Affäre. Die Ehe wurde kurz nach Soosts Geburt geschieden. Seine Mutter war Deutsche, manisch-depressiv erkrankt und starb, als er dreizehn Jahre alt war. Soosts Vater bestritt vor Gericht die Vaterschaft und starb 2006. Getroffen hatte ihn Soost nur einmal in Ghana im Alter von 34 Jahren, ein Jahr vor dessen Tod. Seine Mutter hatte aus ihrer Ehe noch eine ältere Tochter. Sein leiblicher Vater hat aus einer weiteren Beziehung eine Tochter, die Soost im Jahr 2000 kennengelernt hat.
Soost besuchte die Horst-Viedt-Oberschule in Berlin-Lichtenberg und machte in der Werkzeugmaschinenfabrik Berlin-Marzahn eine Ausbildung zum Werkzeugmechaniker. Er sammelte schon früh erste Bühnenerfahrungen am Ost-Berliner Metropol-Theater und als Mitglied der Gruppe Modeexpress von Detlef Heising. Im Alter von 16 Jahren wurde er Deutscher Meister im Streetdance der DDR. Nach der Wende war er unter anderem als Finanzvermittler tätig.
Soost hat mit seiner ehemaligen Lebensgefährtin eine Tochter und einen Sohn. Das Paar trennte sich im Januar 2009 nach zehn Jahren Beziehung. Er ist mit der Sängerin Kate Hall verheiratet, mit der er für die Sendung Popstars zusammengearbeitet hat. Im Februar 2010 kam eine gemeinsame Tochter zur Welt. Die Familie lebt in Berlin-Mitte.

## Karriere

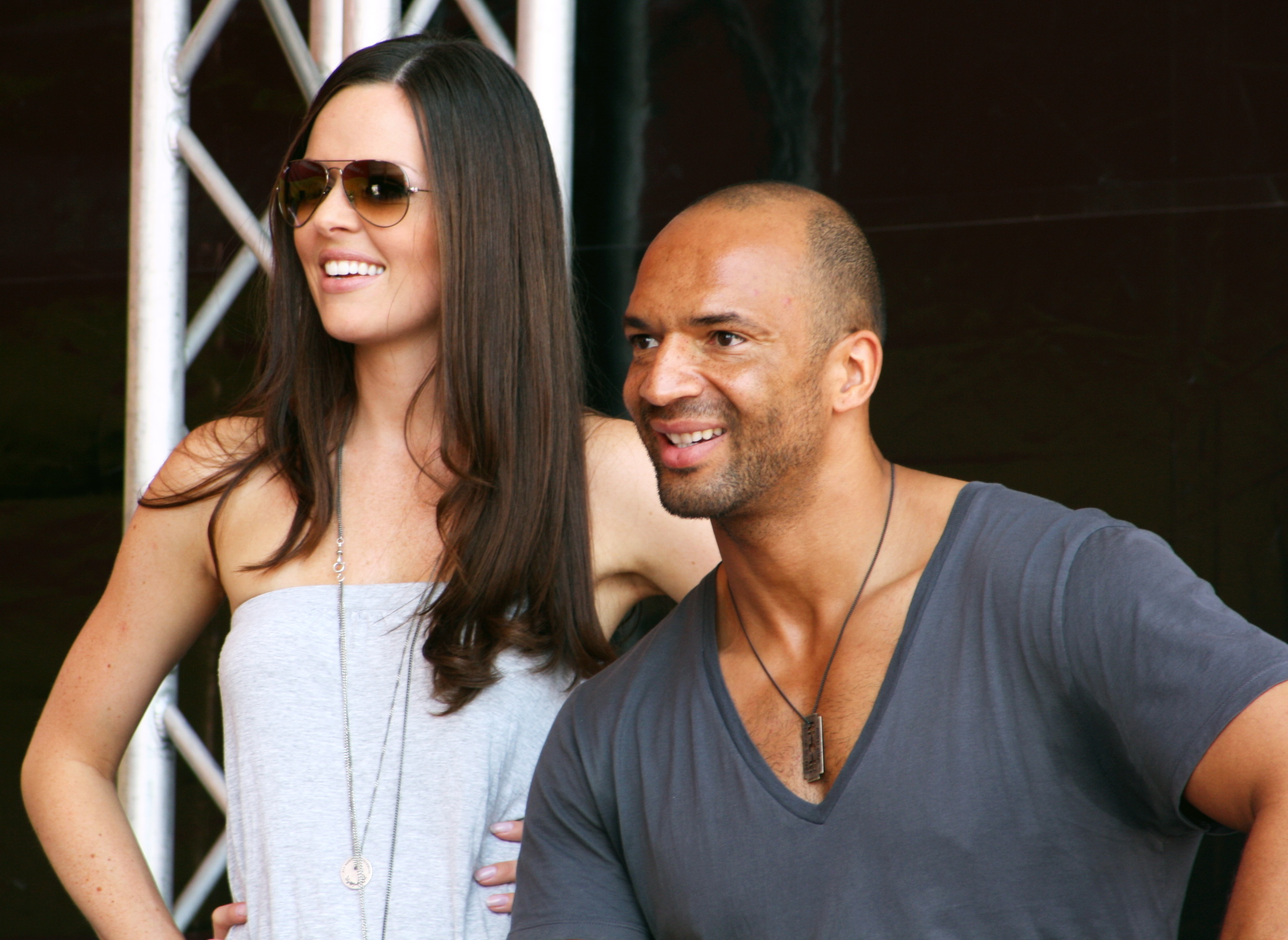
Detlef Soost und seine Frau Kate Hall (2010)

Soost war ab dem Jahr 2000 Choreograf und ab der zweiten Staffel von 2001 bis 2012 Jurymitglied in der Castingshow Popstars. Er wirkte 2004 und 2006 bei der Schweizer Talentshow MusicStar des Schweizer Fernsehens SF mit.
Von Januar bis Mitte September 2005 moderierte er, als Nachfolger von Ines Adam, das 14-täglich ausgestrahlte Magazin Super Illu TV der Zeitschrift Superillu im MDR. 2005/2006 moderierte er auf ProSieben das Coaching-Magazin Lebe Dein Leben! – Live-Coaching mit Detlef D! Soost. Beim Musiksender VIVA war von 2005 bis 2008 Moderator der Tanz-Casting-Show DanceStar.
Er betreibt in Berlin-Mitte die Tanzschule D!'s Dance School. Er hat für mehr als 100 Künstler Show-Choreografien erarbeitet und inszenierte die Choreographie einer Schlüsselszene des Leander-Haußmann-Films Robert Zimmermann wundert sich über die Liebe. Im Mai 2008 veröffentlichte der Panini Verlag erstmals die Zeitschrift D!’s Dance Mag. Soost veröffentlichte bisher acht Hip-Hop-Tanz-DVDs und zwei DVDs mit seinem Fitness- und Wellness-Programm Dantao; in seinem Buch Tanz dich fit liefert er eine Anleitung seines Tanz- und Fitnessworkouts.
Im Mai und Juni 2009 war er als Jurymitglied der Talentshow Mascerade – Deutschland verbiegt sich, dem deutschen Pendant der japanischen Show Masquerade, zu sehen. 2010 trat Soost in der zweiten Staffel von Schlag den Star auf und spielte im Kinofilm Homies einen Tanzlehrer. 2011 saß er in der Jury der österreichischen Popstars-Ausgabe.
Seit 2012 präsentiert Soost ein kommerzielles Trainings- und Ernährungsprogramm. 2014 und 2015 beteiligte er sich als Coach an der Abnehm-Soap The Biggest Loser. Im Dezember 2016 nahm er erneut an Schlag den Star teil, wobei er gegen Thorsten Legat gewann.
2017 war Soost Moderator in 22 Folgen eines nach ihm benannten, nachmittäglich auf RTL II ausgestrahlten Daily Talks. Die letzte Sendung am 18. Oktober 2017 erreichte in der Zielgruppe von 14 bis 49 Jahren 4,5 % Marktanteil und 160.000 Zuschauer. 2022 war er Teilnehmer der Sat.1 Sendung Das große Promibacken. Im Jahr 2024 nahm er mit Ekaterina Lenova an der 17. Staffel von Let’s Dance des Senders RTL teil und belegte den dritten Platz.

## Diskografie

### Alben
- 2003: Two Tribes (The First Mission) – D!Nation
- 2005: Shut Up and Dance – D!Nation

### Singles
- 2003: Take Your Chance – D!Nation
- 2003: You Gotta Be You – D!Nation

## Publikationen
- Detlef Soost, Anne Ascher: Heimkind – Neger – Pionier. Mein Leben. Rowohlt, Reinbek bei Hamburg 2006, ISBN 3-499-61647-5.
- Detlef D! Soost: Tanz dich fit. Vgs, 2010, ISBN 978-3-8025-3697-7.
- Detlef Soost: Be Your Best: Dein starker Körper – Dein klarer Kopf – Dein Hammerleben, GRÄFE UND UNZER Verlag GmbH, 2018, ISBN 978-3-8338-6232-8.
- Detlef Soost: Scheiß drauf, mach’s einfach: Überwinde deine Ängste und lebe dein Leben Piper Paperback, 2020, ISBN 978-3-492-06176-6.